# 飛鳥 (明日香村)
飛鳥（あすか）は、奈良県高市郡明日香村の大字である。町村制施行以前の同郡飛鳥村に相当する。
古代における飛鳥（遠つ飛鳥）の中心的地域であったとされる。

## 沿革

### 古代〜近世
古代においては、当地を中心に周辺一帯は飛鳥（遠つ飛鳥）と呼ばれ、政治の中枢地であった。そのため、史跡・遺跡などの文化財が多い。また現在の当地名は古代飛鳥の遺称である。

### 近代・現代
- 1889年4月1日 - 奈良県高市郡飛鳥村（当地）・雷村・奥山村・小原村・小山村・豊浦村・東山村・八釣村が合併して新しい飛鳥村を設置。当地は同村の大字 飛鳥となる。
- 1956年7月3日 - 奈良県高市郡飛鳥村・高市村・阪合村が合併し、明日香村を新設。当地は同村の大字 飛鳥となる。

## 地理
明日香村の北部に位置する。
- 飛鳥川
- 甘樫丘

## 主な施設
行政
- 明日香保育園

郵便局
- 飛鳥北郵便局

文化
- 明日香村埋蔵文化財展示室
- 奈良県立万葉文化館

神社
- 飛鳥坐神社
- 飛鳥山口神社

寺院
- 飛鳥寺
- 来迎寺
- 法満寺

遺跡
- 蘇我入鹿首塚
- 大友夫人墓
- 飛鳥水落遺跡
- 古代飛鳥寺跡
- 聖徳太子誕生所石標

## 交通
道路
- 奈良県道15号
- 奈良県道124号
- 奈良県道214号

## 参考資料
- 『角川日本地名大辞典29 奈良県』角川日本地名大辞典編纂委員会 編（角川書店、1990年）
- 明日香村オフィシャルホームページ
- 人口統計ラボ